# Le Deuxième Acte
Pour plus de détails, voir Fiche technique et Distribution.
Le Deuxième Acte (intitulé initialement À notre beau métier) est une comédie noire française écrite et réalisée par Quentin Dupieux, sortie en 2024.
Le film suit Florence qui est déterminée à présenter l’homme de ses rêves, David, à son père Guillaume. David ne partage pas les sentiments de Florence et concocte un plan pour la dissuader de son affection en la poussant dans les bras de son ami Willy. Les destins de ces quatre individus se croisent dans un restaurant isolé au milieu de nulle part,.
Le film est présenté en « hors compétition » pour l'ouverture du Festival de Cannes 2024.

## Synopsis
David et Willy, deux amis, marchent sur une route de campagne. David, habitué aux conquêtes féminines, voudrait que Willy séduise Florence, une jeune femme qui le harcèle. Lorsque Willy, dans le cours de la conversation, tient des propos contestables sur les homosexuels, David lui rappelle qu’ils sont filmés. Il reçoit alors un appel de Florence.
Florence se trouve dans une voiture avec son père, Guillaume. Elle obtient de David qu'il accepte de rencontrer celui-ci. Dès qu'elle a raccroché, Guillaume déclare qu'il abandonne et sort de la voiture. Ils marchent le long d'une route de campagne et Guillaume explique qu'il ne peut plus jouer la comédie alors que le monde va mal. Florence, elle, croit toujours à son travail d'actrice. Soudain Guillaume reçoit un appel l'informant qu'il est retenu pour le prochain film du grand réalisateur américain Paul Thomas Anderson. Il retrouve alors la foi en son métier et accepte de poursuivre la scène dans laquelle il accepte de rencontrer l'homme dont sa fille est amoureuse.
Tous quatre se retrouvent dans un café-restaurant dénommé Le Deuxième Acte. Tantôt ils jouent la scène où Florence présente son père à David et Willy, tantôt ils cessent de jouer et parlent de leur métier. Guillaume s'emporte contre Willy qui s'est moqué de lui et lui frappe la tête contre la table. Florence amène Willy aux toilettes pour éponger son sang ; il tente de l’embrasser mais celle-ci le repousse. Un serveur vient les servir, c'est un figurant extrêmement stressé nommé Stéphane, et il ne parvient pas à verser du vin sans trembler. 
Florence, énervée par toute la situation, sort du restaurant pour appeler son agent et lui demande de quitter le film mais celle-ci lui répond que c'est contractuellement impossible. Peu de temps après, David, jaloux du succès de Guillaume, se rend aux toilettes et appelle en secret son agent, qui est la même que celle de Florence et qu'il appelle ma chérie, pour qu'elle fasse en sorte qu'il soit, lui, choisi pour le film de Paul Thomas Anderson. Revenant dans la salle, il explique à deux figurantes du film que celui-ci est écrit et réalisé par une intelligence artificielle.
Florence, à bout, appelle par téléphone sa mère, chirurgienne qui est en train de réaliser une opération, pour lui faire part de son désarroi. Celle-ci, imperturbable, lui dit qu'elle est mauvaise actrice et qu'elle aurait mieux fait de faire des études de médecine. Elle appelle ensuite sa fille en visiophonie, qui lui dit qu'elle fait semblant de faire des métiers mais qu'en vrai, elle ne saurait pas les faire. 
Humilié par son incapacité à verser le vin, Stéphane se réfugie dans sa voiture où il se tire une balle dans la tête. Les acteurs sortent et examinent le cadavre. Un personnage numérique sur un écran de PC dit alors : « Coupez ! » : la mort du figurant faisait elle-même partie du film. L'intelligence artificielle complimente les acteurs, tout en déclarant que leur avis personnel sur le film n’a aucune importance. Elle indique à Stéphane qu'il devra rembourser des frais d'effets spéciaux nécessaires pour amincir sa silhouette à l'écran : car il a pris beaucoup de poids depuis le moment où il a été auditionné pour le rôle, à la suite du départ de sa femme.
La journée de tournage étant terminée, Guillaume et Willy partent d'un côté ; ces derniers sont en couple. David et Florence partent de l'autre et échangent des idées sur la réalité et sur la fiction. Stéphane revient chez lui, s'enferme dans une voiture et met une arme dans sa bouche.

## Fiche technique
- Titre original : Le Deuxième Acte
- Titre de travail : À notre beau métier[3]
- Réalisation, scénario, photographie et montage : Quentin Dupieux
- Décors et direction artistique : Joan Le Boru
- Costumes : Justine Pearce
- Son : Guillaume Le Braz, Alexis Place, Gadou Naudin, Jean-Paul Hurier
- Production : Hugo Sélignac
- Sociétés de production : Chi-Fou-Mi Productions et Arte France Cinéma
- Sociétés de distribution : Diaphana Distribution (France), Case Départ Distribution (Belgique), Agora Films (Suisse romande)
- Pays de production :  France
- Format : couleur — 1,95:1
- Genre : comédie
- Durée : 80 minutes
- Dates de sortie :
  - France : 14 mai 2024 (Festival de Cannes et sortie nationale)
  - Belgique : 14 mai 2024
  - Suisse romande : 15 mai 2024

## Distribution
- Léa Seydoux : Florence Drucker
- Vincent Lindon : Guillaume Tardieu
- Louis Garrel : David
- Raphaël Quenard : Christian, alias Willy
- Manuel Guillot : Stéphane, le serveur
- Valérie Vogt : l'agent de Florence et David

## Production

### Genèse et développement
En janvier 2024, Léa Seydoux révèle dans une interview à Télérama qu'elle vient de terminer deux semaines de tournage pour un nouveau film non annoncé de Quentin Dupieux, alors intitulé À notre beau métier, mettant également en scène Vincent Lindon, Louis Garrel et Raphaël Quenard. Seydoux a lu le scénario d'une traite et a rapidement accepté le rôle par admiration pour Dupieux qu'elle décrit comme un « cinéaste extraordinaire » dont le style d'humour « cache une profondeur sociale de plus en plus grande, à travers des personnages imparfaits et maladroits ». Elle décrit le film comme une mise en abyme sur des « acteurs qui jouent dans un film nul » et confrontent leurs personnages et leurs répliques, et l'apprécie comme « fou » et « très, très drôle ».

### Tournage
Le Deuxième Acte a été entièrement tourné dans le département de la Dordogne et plus précisément dans la région du Périgord noir, du 4 décembre au 22 décembre 2023. Il a été tourné principalement sur l'aérodrome de Condat-sur-Vézère, un petit aérodrome privé encore en activité. Le bâtiment existant de l'aérodrome, un ancien restaurant qui a longtemps été utilisé pour des mariages, a été transformé pendant un mois par des artisans. L'Atelier des fac-similés du Périgord (AFSP) de Montignac-Lascaux a participé à la construction des décors. La piste d'atterrissage de l'aérodrome a été maquillée pour lui donner l'apparence d'une autoroute perdue. Thierry Bordes de Ciné Passion en Périgord, une association qui soutient les productions cinématographiques en Dordogne, affirme que Dupieux a réalisé « le plus long travelling de l'histoire du cinéma » dans Le Deuxième Acte.
La production du film a été tenue totalement secrète du début à la fin. Le propriétaire de l'aérodrome, Roland Boissière, a décrit la production comme ayant le « plus grand secret » et ne savait même pas que Vincent Lindon était venu sur sa propriété.

## Sortie
Le film a été projeté en ouverture du festival de Cannes 2024, puis est sorti en salles le lendemain. Les acteurs ont découvert le film en même temps que le public à Cannes.

## Accueil
Le site AlloCiné propose une note moyenne de 3,8 sur 5, à partir de l'interprétation de 31 critiques de presse collectées.
Le film a fait 497 000 entrées.

## Distinctions

### Sélection
- Festival de Cannes 2024 : hors compétition[8]